# Pettine di frequenze

Un pettine di Dirac è una serie infinita di funzioni delta di Dirac spaziate a intervalli di tempo T.

Un pettine di frequenze è la rappresentazione grafica dello spettro di un laser in mode-locking. Un pettine di frequenze che si estende per un'ottava può essere utilizzato per la mappatura delle frequenze da quelle radio a quelle ottiche o può essere usato per guidare uno specchio piezoelettrico all'interno della fase di una portante incapsulata autocorreggente tramite ritorno.

## Generazione del pettine di frequenze
Il laser mode-locked produce una serie di impulsi ottici separati dal tempo che la luce impiega per il viaggio di andata e ritorno nella cavità del laser. Lo spettro di un tale treno di impulsi è una serie di funzioni delta di Dirac separate dal tasso di ripetizione (l'inverso del tempo di andata e ritorno) del laser. Questa serie di linee spettrali verticali è chiamato pettine di frequenze.
Un dispositivo puramente elettronico, che genera una serie di impulsi, genera anche un pettine di frequenze. Questi sono prodotti per il campionamento elettronico di un oscilloscopio, ma anche utilizzati per il confronto di frequenze nelle microonde, perché raggiungono fino a 1 THz. Dal momento che comprendono da 0 Hz non necessitano i trucchi che compongono il resto di questo articolo.

## Pettine di frequenze ampliato ad un'ottava
Ciò richiede l'ampliamento dello spettro del laser in modo che si estenda per un'ottava. Questo si fa di solito usando fibre ottiche fatte di cristalli con risposta altamente non lineare per i fotoni. Tuttavia, è stato dimostrato che uno spettro che si spande per un'ottava può essere generato direttamente da un laser al Ti zaffiro utilizzando l'automodulazione di fase in cavità. Oppure la seconda armonica può essere generata in un cristallo lungo, tale che,  facendo consecutivamente una generazione di frequenze per somma e una generazione di frequenze per differenza lo spettro della prima e della seconda armonica si ampliano finché si sovrappongono. L'ampliamento ad un'ottava è tipicamente realizzato utilizzando una generazione di supercontinuum dovuta ad una forte automodulazione di fase in una fibra ottica fatta di cristallo con risposta altamente non lineare per i fotoni.

## Misurazione dello spostamento dell'incapsulamento della portante
Ogni linea è spostata da un'armonica del tasso di ripetizione da parte dello spostamento di frequenza dell'incapsulamento della portante. lo spostamento di frequenza dell'incapsulamento della portante è il tasso con cui il picco della frequenza portante si sposta dal picco dell'impulso incapsulato su una base da impulso a impulso.
La misurazione dello spostamento di frequenza dell'incapsulamento della portante, si fa' di solito con una tecnica di autoriferimento, in cui la fase di una parte dello spettro è confrontata con la sua armonica.
Nella tecnica ' "frequenza - 2 * frequenza' , la luce nella parte a più bassa energia dello spettro ampliato è raddoppiata di frequenza utilizzando la generazione di seconda armonica in un cristallo non lineare e si genera un battito di Eterodina tra quello e la luce alla stesso lunghezza d'onda nella parte a più alta energia dello spettro. Questa frequenza di battimento, rilevabile con un fotodiodo, è lo spostamento di frequenza dell'incapsulamento della portante.
In alternativa, dalla luce nel lato dello spettro ampliato con più energia la frequenza al picco dello spettro è sottratta in un cristallo non lineare e un battimento di Eterodina è generato tra quello e la luce alla stessa lunghezza d'onda nel lato dello spettro con energia più bassa. Questa frequenza di battimento, rilevabile con un fotodiodo, è lo spostamento di frequenza dell'incapsulamento della portante.
Dato che la fase viene misurata direttamente, e non la frequenza, è possibile impostare la frequenza a zero ed, in aggiunta, bloccare la fase, ma siccome l'intensità del laser e questo rivelatore non è molto stabile, e dato che l'intero spettro batte in fase, si deve agganciare la fase a una frazione del tasso di ripetizione.

## Il controllo dello spostamento dell'incapsulamento della portante
In assenza di stabilizzazione attiva, il tasso di ripetizione e la frequenza di spostamento dell'incapsulamento della portante sarebbe libera di andare alla deriva. Essi variano con il cambiare della lunghezza della cavità, dell'indice di rifrazione dell'ottica del laser, di effetti non lineari come ad esempio l'effetto Kerr. Il tasso di ripetizione può essere stabilizzato con un attuatore piezoelettrico, che sposta lo specchio per cambiare la lunghezza della cavità.
Nel laser Ti: zaffiro utilizzando prismi per il controllo della dispersione, la frequenza dello spostamento  dell'incapsulamento della portante può essere controllato inclinando lo specchio altamente riflettente alla fine della coppia di prismi. Questo può essere fatto utilizzando attuatori piezoelettrici.
Nei laser Ti: zaffiro ad anello ad alto tasso di ripetizione, che spesso usano specchi double-chirped (doppio-chirped)  per controllare la dispersione, la modulazione della potenza di pompaggio tramite un modulatore Acusto-ottico è spesso usata per controllare lo spostamento di frequenza. Lo spostamento di fase dipende fortemente dall'effetto Kerr, e cambiando la potenza di pompaggio si cambia l'intensità di picco degli impulsi laser e quindi la quantità dello spostamento di fase dovuto all'effetto Kerr. Questo spostamento è di gran lunga inferiore a 6 rad, cosicché un ulteriore dispositivo di regolazione per ampiezze maggiori è necessario. Cioe' un Anello ad aggancio di fase
L'innovazione che ha portato ad un pratico pettine di prequenze è stata lo sviluppo di tecnologie per stabilizzare lo spostamento di frequenza dell'incapsulamento della portante.

## Applicazioni

### Orologio ottico
Un pettine di frequenze permette un collegamento diretto tra gli standard delle frequenze radio con le frequenze ottiche. Gli attuali standard di frequenze come ad esempio gli orologi atomici operano nella regione dello spettro delle microonde, e il pettine di frequenze porta la precisione di tali orologi nella parte ottica dello spettro elettromagnetico.
Un semplice anello di ritorno elettronico può agganciare il tasso di ripetizione a una frequenza standard.
Ci sono due distinte applicazioni di questa tecnica. Uno è l'orologio ottico in cui una frequenza della luce è sovrapposta con un solo dente del pettine su un fotodiodo e una frequenza radio è confrontata con il segnale del battimento, il tasso di ripetizione, e la frequenza-CEO. Applicazioni per la tecnica del pettine di frequenze comprendono metrologia ottica, generazione di una catena di frequenze, orologi atomico-ottici, spettroscopia ad alta precisione, ed una più precisa tecnologia GPS. Vedi ad esempio, pettine di frequenze ottico per metrologia dimensionale, spettroscopia atomica e molecolare, e precisa misurazione del tempo.

### Pochi cicli di impulsi
L'altra applicazione è fare esperimenti con qualche ciclo di impulsi, come sopra la soglia di ionizzazione, impulsi di attosecondi, ottica non lineare altamente efficiente o generazione di armoniche d'alto numero N. Questo può essere un unico impulso in modo che non esiste pettine e, pertanto, non è possibile definire un spostamento di frequenza dell'incapsulamento della portante, piuttosto lo spostamento di fase dell'incapsulamento della portante è importante. Un secondo fotodiodo può essere aggiunto al rilevatore per raccogliere fase e ampiezza in un'unica sequenza, o la generazione di una differenza di frequenza può essere utilizzata anche per agganciare parimenti lo spostamento sulla base di un singolo impulso anche se con bassa efficienza di potenza.
Senza un effettivo pettine si può guardare la fase in confronto alla frequenza. Senza lo spostamento dell'incapsulamento della portante tutte le frequenze sono coseni. Ciò significa che tutte le frequenze hanno la fase zero. L'origine del tempo è arbitraria. Se un impulso arriva più tardi, la fase aumenta linearmente con la frequenza, ma ancora la fase di frequenza pari a zero è zero. Questa fase a zero frequenza è lo spostamento dell'incapsulamento della portante. La seconda armonica non solo ha il doppio della frequenza, ma ha anche due volte la fase. Ciò significa che per un impulso con zero spostamento la seconda armonica della coda della bassa frequenza è in fase con la fondamentale della coda dell'alta frequenza e altrimenti non lo è. L'interferometria di fase spettrale per la ricostruzione diretta del campo elettrico (in Inglese S.p.i.d.e.r.) misura come la fase aumenta con la frequenza, ma non può determinare lo spostamento, quindi il nome di "ricostruzione del campo elettrico" è un po' fuorviante.

## Astrofisica
I pettini di frequenza vengono usati dagli astrofisici per misurare accuratamente i segnali provenienti dal cosmo.
La tecnologia a pettine è stata testata per la prima volta con successo sul telescopio solare VTT (Vacuum Tower Telescope) nel 2008, misurando lo spettro del Sole in luce infrarossa. Lo strumento HARPS, installato presso il Telescopio di 3,6 metri dell'ESO dell'osservatorio europeo australe, dal 2012 utilizza la tecnologia dei pettini a frequenza laser per rilevare piccoli cambiamenti nella velocità di una stella causati dall'orbita di un pianeta di tipo terrestre (Effetto doppler). Nei  successivi tre anni è stata ampliata la copertura della lunghezza d'onda (da 460 a 690 nanometri) fornendo circa 15.000 linee per spettro con una precisione nella misurazione della velocità radiale di una stella sino a 0,07 chilometri all'ora. Per confronto l'ampiezza della velocità radiale del Sole perturbato dall'orbita della Terra è di 0,3 chilometri all'ora (9 centimetri*secondo). HARPS consente quindi di in linea teorica di rilevare esopianeti di tipo terrestre in orbita a stelle simili al Sole.

## Storia
Theodor W. Hänsch e John L. Hall vinsero assieme metà del Premio Nobel per la fisica nel 2005, per i contributi allo sviluppo di una spettroscopia di precisione basata sul laser, tra cui la tecnica del pettine di frequenze ottiche. L'altra metà del premio è stata assegnata a Roy Glauber.
La tecnica del pettine di femtosecondi nel 2006, è stata estesa alla zona dell'ultravioletto estremo, ciò consente la metrologia di frequenze in quella regione dello spettro.
Nel settembre 2015 su Physical Review A viene pubblicato un articolo di ricercatori dell'Istituto nazionale di ottica del Consiglio nazionale delle ricerche in cui descrivono come hanno creato un pettine di frequenze con un cristallo non lineare racchiuso tra due specchi.